# Rheinbrücke Valendas-Sagogn
Die Rheinbrücke zwischen Valendas auf der rechten Flussseite und Sagogn auf der linken Flussseite wurde 1903 im Zuge des Baus der Bahnlinie Reichenau-Disentis in der Rheinschlucht in der untersten Surselva im Kanton Graubünden in der Schweiz erstellt.
Sie blieb bis 2017 im Eigentum der Rhätischen Bahn und wurde nach der Sanierung in diesem Jahr von den beiden Gemeinden Safiental und Sagogn übernommen.
Die Brücke überquert den Vorderrhein unmittelbar westlich des Bahnhofs von Valendas-Sagogn an ihrem südlichen Ausgang und erschliesst den Bahnhof von der Nordseite. In den ersten 113 Jahren ihres Bestehens hatte sie sich rund 20 Zentimeter gegen Sagogn hin verschoben. Dies geschah aufgrund des instabilen Hangs auf der Valendaser Seite. Diese Bewegung hatte zu einigen Schadstellen geführt, die durch die Sanierung 2017 beseitigt wurden.

## Bilder

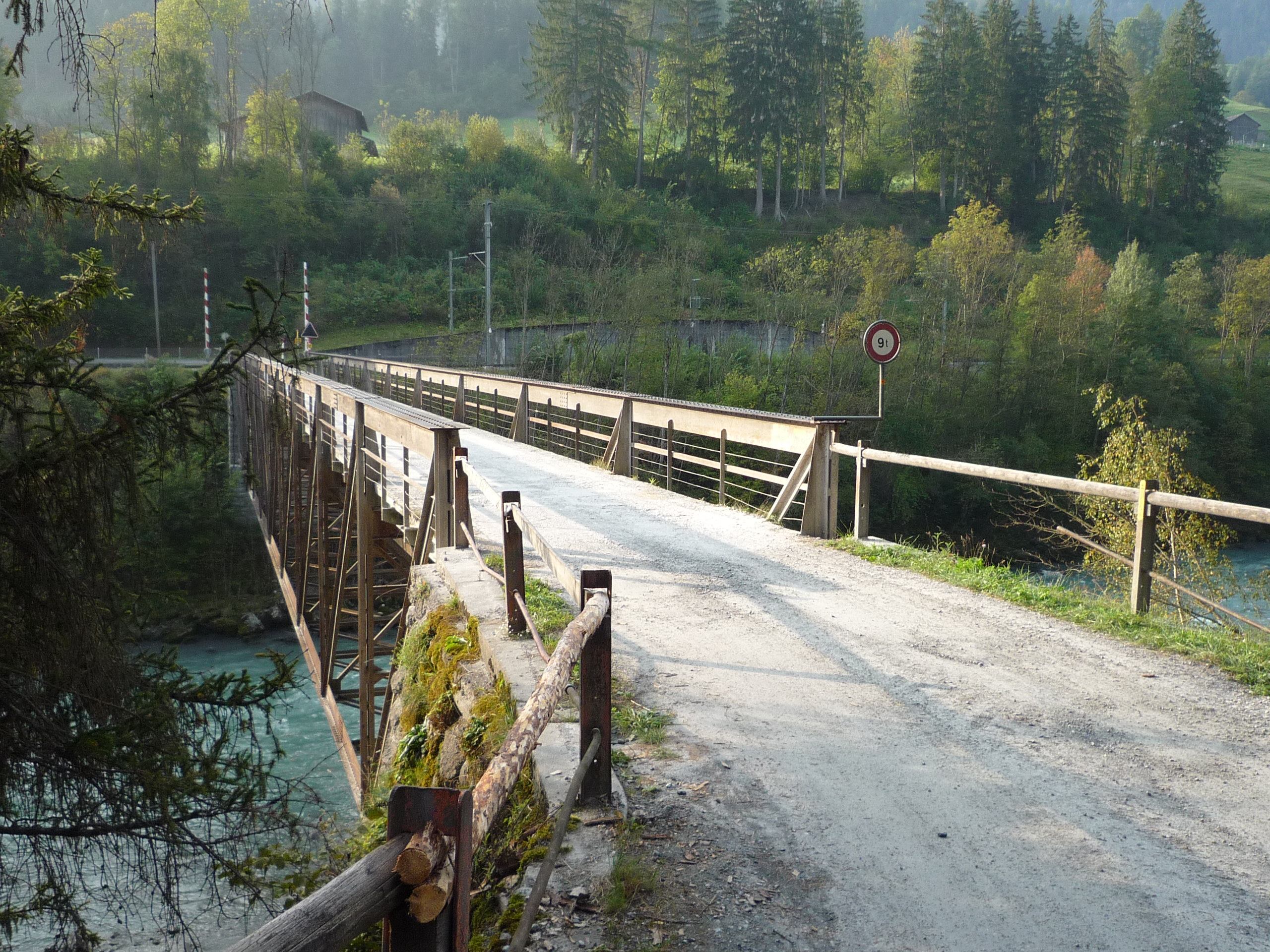
Anfahrt von der Seite Sagogn (Nordseite) her
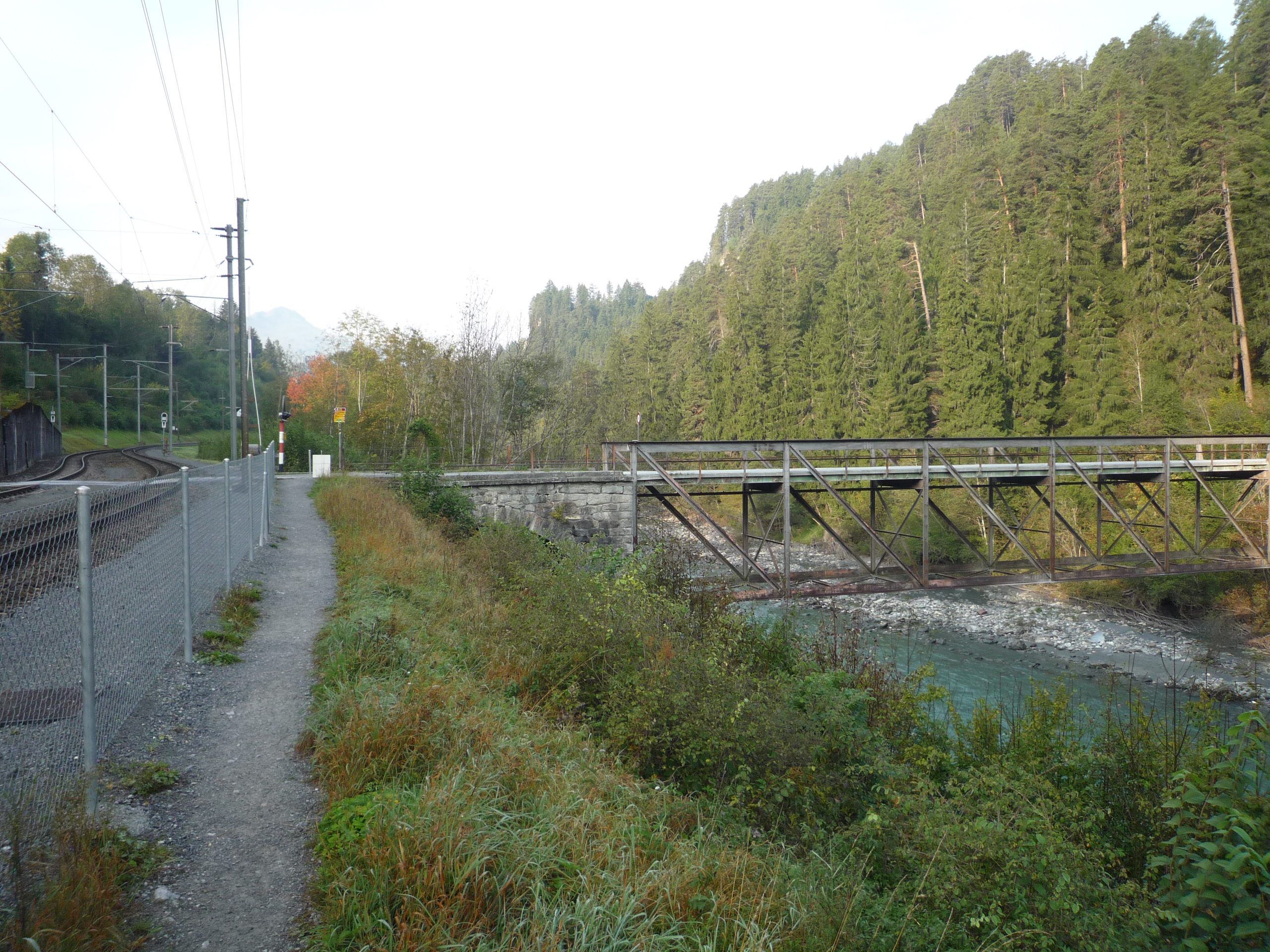
Die Brücke von Osten mit den Gleisen der Bahnlinie Reichenau-Disentis
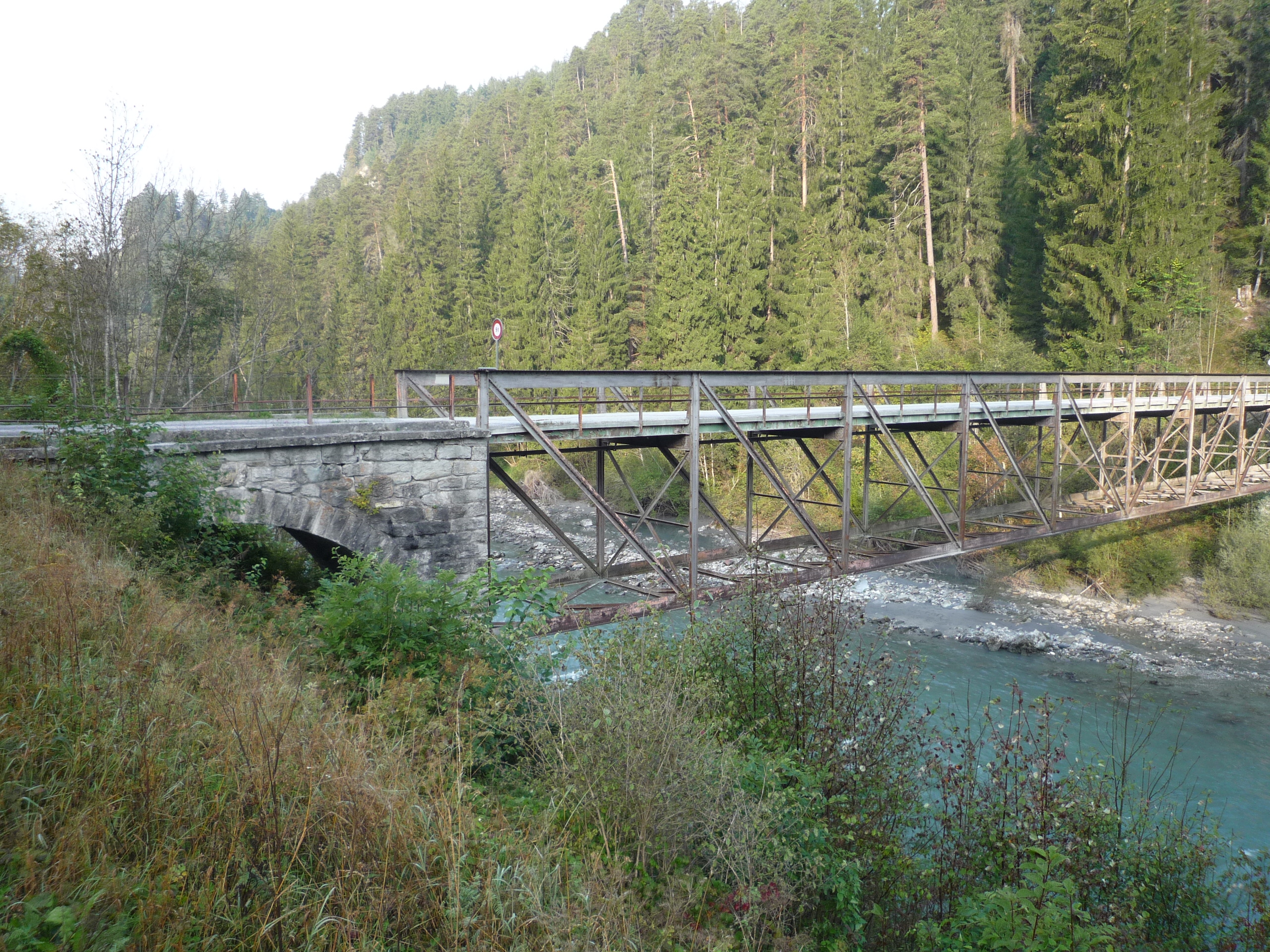
Auf der Südseite führt ein Steinbogen zum Brückenlager
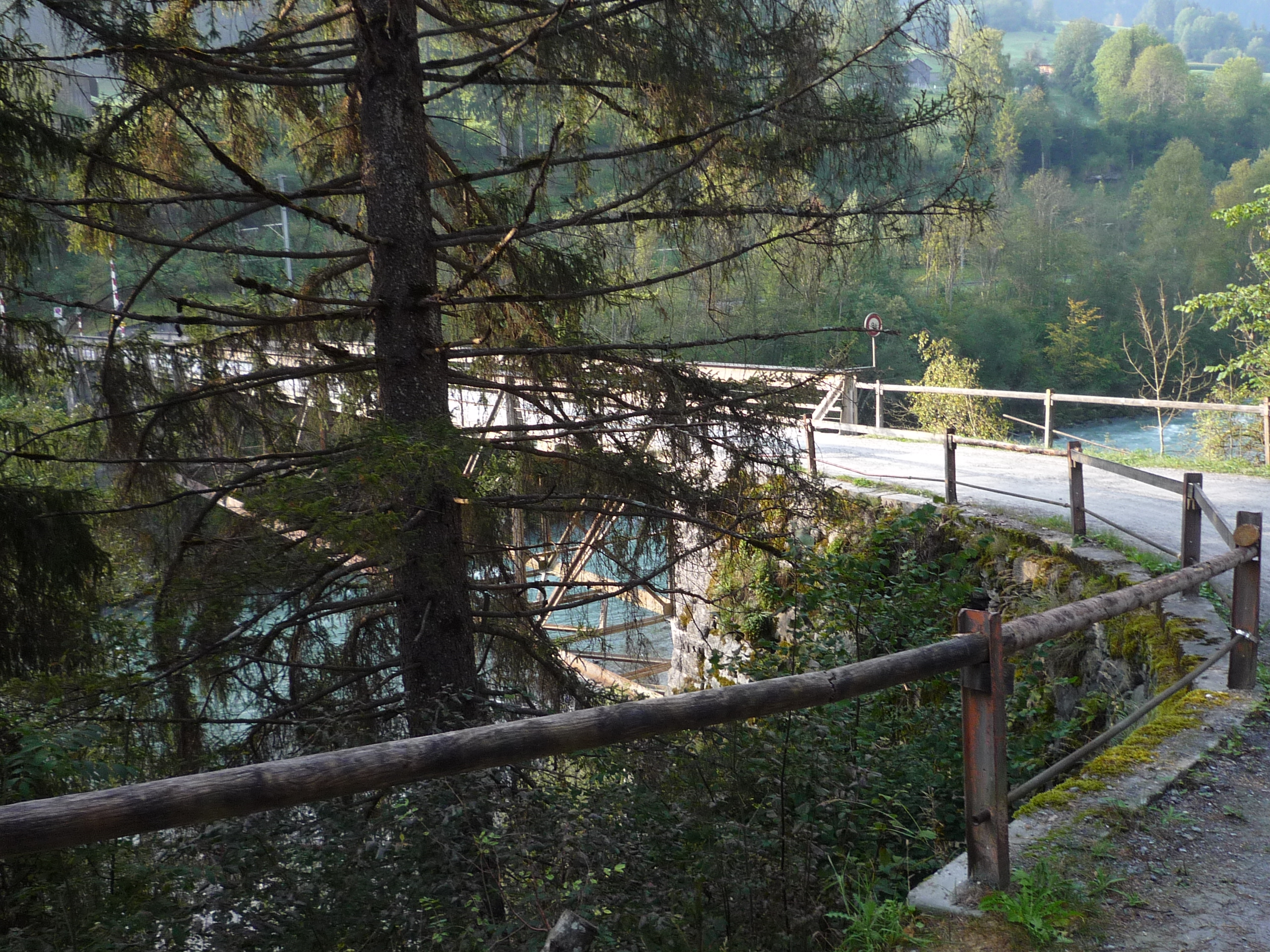
Die Nordseite im Zustand von 2011
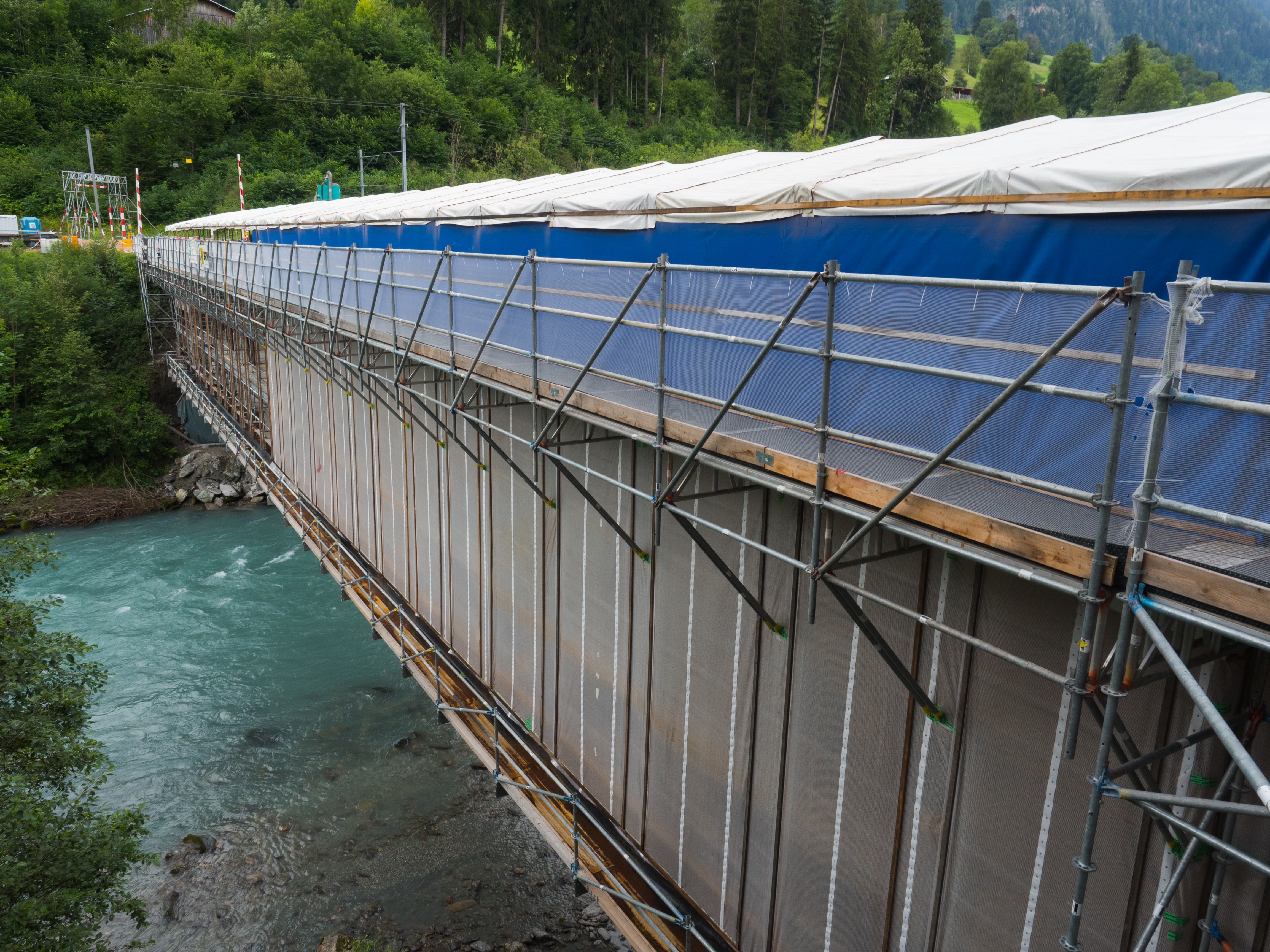
Die Brücke bei der Sanierung von 2017